# Gamo (Sprache)
Gamo (auch Gemu) ist eine omotische Sprache, die im Süden Äthiopiens in der Omo-Region gesprochen wird. Oft wird sie zusammen mit Gofa und Dawro als einer von drei Dialekten des Gamo-Gofa-Dawro betrachtet. Das Gamo hatte 2007 etwa 1,1 Millionen Sprecher.

## Phonologie
Wie viele andere omotische Sprachen weist das Gamo auffällige ejektive (p', t', k', ts') und implosive (ɓ, ɗ) Konsonanten auf. Das Gamo hat fünf Vokalquantitäten und zwei Vokalqualitäten. Es ist eine Tonsprache, in der jedes akzentuierte Wort genau einen Hochton hat.

## Morphologie

### Pronomina und Nomina
Die Personalpronomina unterscheiden die Numeri Singular und Plural und in der 3. Person Singular auch die Genera Maskulinum und Femininum. Außerdem werden sie in mehreren Kasus dekliniert. Die Personalpronomina haben folgende Stämme:
| Singular | Singular | Singular | Singular | Plural | Plural | Plural |
| -------- | -------- | -------- | -------- | ------ | ------ | ------ |
| 1.       | 2.       | 3. m.    | 3. f.    | 1.     | 2.     | 3.     |
| ta-      | ne-      | iz-      | iz-      | nu-    | inte-  | ist-   |

Die meisten Personen werden mit folgenden Suffixen dekliniert:
- Nominativ: -ni
- Akkusativ: -na
- Genitiv: ∅
- Dativ: -s
- Instrumental: -nara

Die dritten Personen bilden Nominativ, Genitiv und Akkusativ mit folgenden vokalischen Suffixen:
| Kasus                                       | Maskulinum | Femininum | Plural |
| ------------------------------------------- | ---------- | --------- | ------ |
| Nominativ                                   | i          | a         | i      |
| Genitiv, Bindevokal vor anderer Kasusendung | a          | i         | a      |
| Akkusativ                                   | a          | o         | a      |

Substantive unterscheiden die gleichen Numeri und Genera wie Personalpronomina. Das Maskulinum umfasst dabei männliche und unbelebte, das Femininum weibliche Wesen beziehungsweise Dinge. Die Definitheit wird durch eine Reihe von Affixen wie -t- markiert: asa-t-i „Männer“ (Nominativ), muze-t-a „Bananen“ (Objekt). Als Nominativendung dient -ii, der Akkusativ wird durch -aa gekennzeichnet, weitere Kasus werden durch postpositionähnliche Suffixe (Dativ -s, Instrumental -ra, und Anderes) gebildet. Der Genitiv hat eine komplexe Bildung, die eng mit der Determination verknüpft ist.

### Verben
Das Tempussystem des Gamo weist die beiden Oppositionen Präsens – Perfekt – Futur und Affirmativ – Interrogativ – Negativ auf. Die Konjugation erfolgt durch Suffixe, die in folgender Reihenfolge auf den Verbalstamm folgen:
- erster personen- und numerusspezifischer Vokal (Hayward: „inner agreement“; nur in bestimmten Konjugationen):

| Singular | Singular | Singular | Singular | Plural | Plural | Plural |
| -------- | -------- | -------- | -------- | ------ | ------ | ------ |
| 1.       | 2.       | 3. m.    | 3. f.    | 1.     | 2.     | 3.     |
| a        | a        | i        | a        | (i)    | (i)    | (i)    |
- Tempusmarker (Präsens ∅, affirmatives Perfekt d, Futur and, Konverb d, negatives Perfekt bei)
- zweiter personen- und numerusspezifischer Vokal (Hayward: „outer agreement“; nur in bestimmten Konjugationen. Beachte, dass „outer agreement“-Vokale auch in negativen Personalendungen stehen.):

| Singular | Singular | Singular | Singular | Plural | Plural | Plural |
| -------- | -------- | -------- | -------- | ------ | ------ | ------ |
| 1.       | 2.       | 3. m.    | 3. f.    | 1.     | 2.     | 3.     |
| i        | a        | e        | u        | o      | e      | o      |
- Personalendung

| Kategorie    | Singular | Singular | Singular | Singular | Plural  | Plural  | Plural        |
| ------------ | -------- | -------- | -------- | -------- | ------- | ------- | ------------- |
| Kategorie    | 1.       | 2.       | 3. m.    | 3. f.    | 1.      | 2.      | 3.            |
| affirmativ   | is       | assa     | (e)s     | us       | os      | etta    | ottes/ettes/a |
| negativ      | ke       | ka       | nna      | ku       | ko      | ketta   | (t)tenna      |
| interrogativ | ina      | ii/oo    | (z)ee    | (z)ee    | o(i)nii | e(i)tti | (z)oo/etto    |
Eine etwas abweichende Formenbildung haben der Jussiv und das Konverb. Der Jussiv besitzt kein „inner agreement“, aber die Tempusmarker affirmativ ∅, negativ -opʰ- und einen eigenen Satz von Personalendungen. Das Konverb hat einen Tempusmarker -d- und Personalendungen, die mit den Affixen des „inner agreement“ übereinstimmen, seine Endungen sind also in Abhängigkeit von Person und Numerus -ada- und -idi-.
Partizipien werden mit den Suffixen -(i)z-a (Präsens), -(i)d-a (Perfekt) gebildet. Mit verschiedenen Suffixen lassen sich deverbale Nomina und Verben ableiten:
- gita „groß“ – gitá-tettsi „Größe“
- harg „erkranken“ – harg-anca „ein Kranker“
- mec „waschen“ – mec-iss „waschen lassen“
- zar „antworten“ – zar-ett „beantwortet werden“

## Syntax
Die vorherrschende Satzstellung ist offenbar SOV:
| awa-i                             | dors-aa         | dann-aa-s             | imm-i-∅-es                                                 |
| Vater+Nominativ                   | Schaf+Akkusativ | Richter+Genitiv+Dativ | geben+3. Person Sg. m.+Präsens+3. Person Sg. m. affirmativ |
| „Vater gab das Schaf dem Richter“ |                 |                       |                                                            |

Als Kopula dienen das konjugierte deʔ und die nicht flektierbaren ∅ und -kko: ai malaa deʔ-a-∅-ii wie was sein+2. Person+Präsens+2. Person Sg. interrogativ „Wie bist du?“ = „Wie geht es dir?“, kaná-kko „es ist ein Hund“.